# Baguenaudier

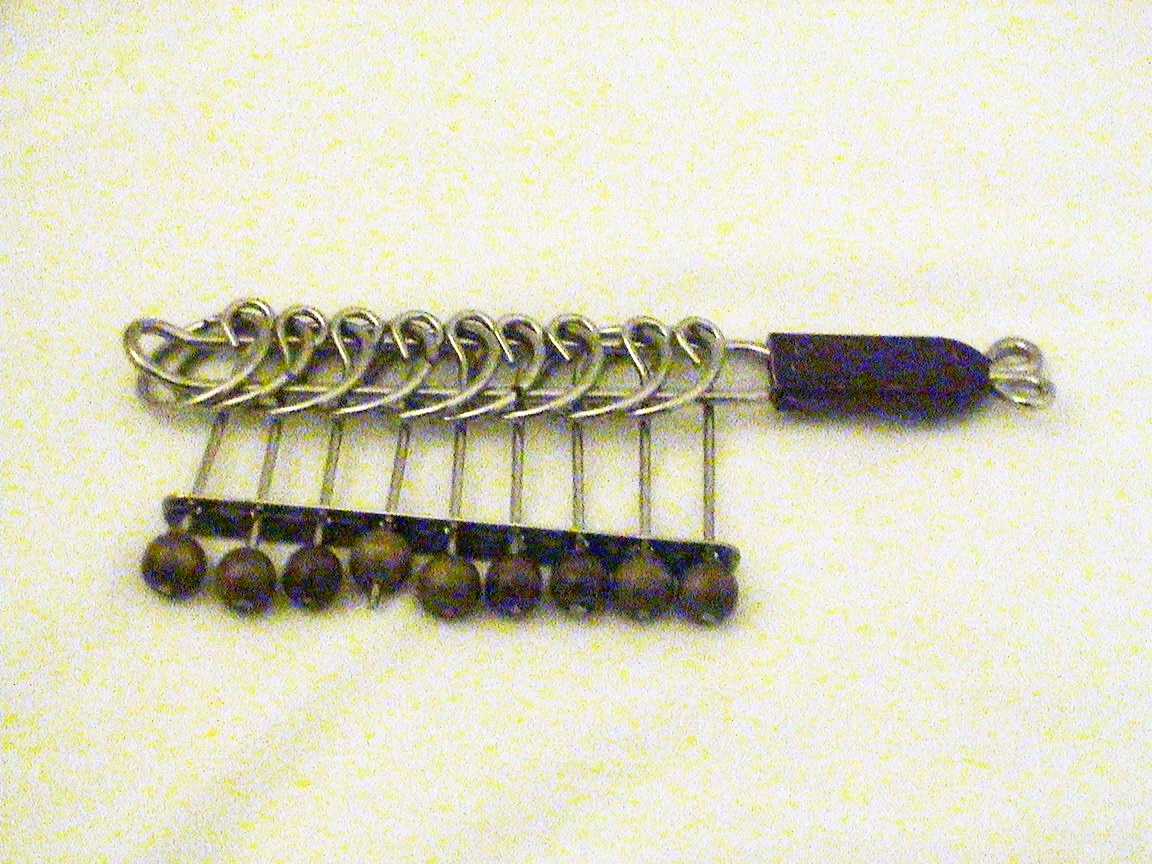
Složený Baguenaudier

Baguenaudier (také známý jako Chinese Ring Puzzle, čínsky 九连环, pynyin jiǔ liánhuán) je jeden z nejznámějších čínských hlavolamů. Skládá se ze smyčky s rukojetí na jednom konci, která je propojená s lichým počtem kroužků (nejčastěji devět, existují ale i verze se sudým počtem kroužků). Cílem hry je všech devět kruhů dostat ven ze smyčky. Řešení hlavolamu s devíti kroužky vyžaduje celkem 341 pohybů.
Název baguenaudier pochází z francouzského výrazu baguenauder (v.) (bloumat, bezcílně se potulovat a zabíjet čas).

## Historie
Ačkoli přesné datum vzniku hlavolamu je sporné, koncept spojených prstenů, které je třeba oddělit, byl v Číně znám již za doby Válčících států (475–221 př. n. l.). Filosof Hu Shi (okolo 380–305 př. n. l.) pronesl: “Spojené prsteny mohou být odděleny.” První prokazatelná zmínka o hlavolamu baguenaudier v čínském prostředí pochází ale až z 16. století.

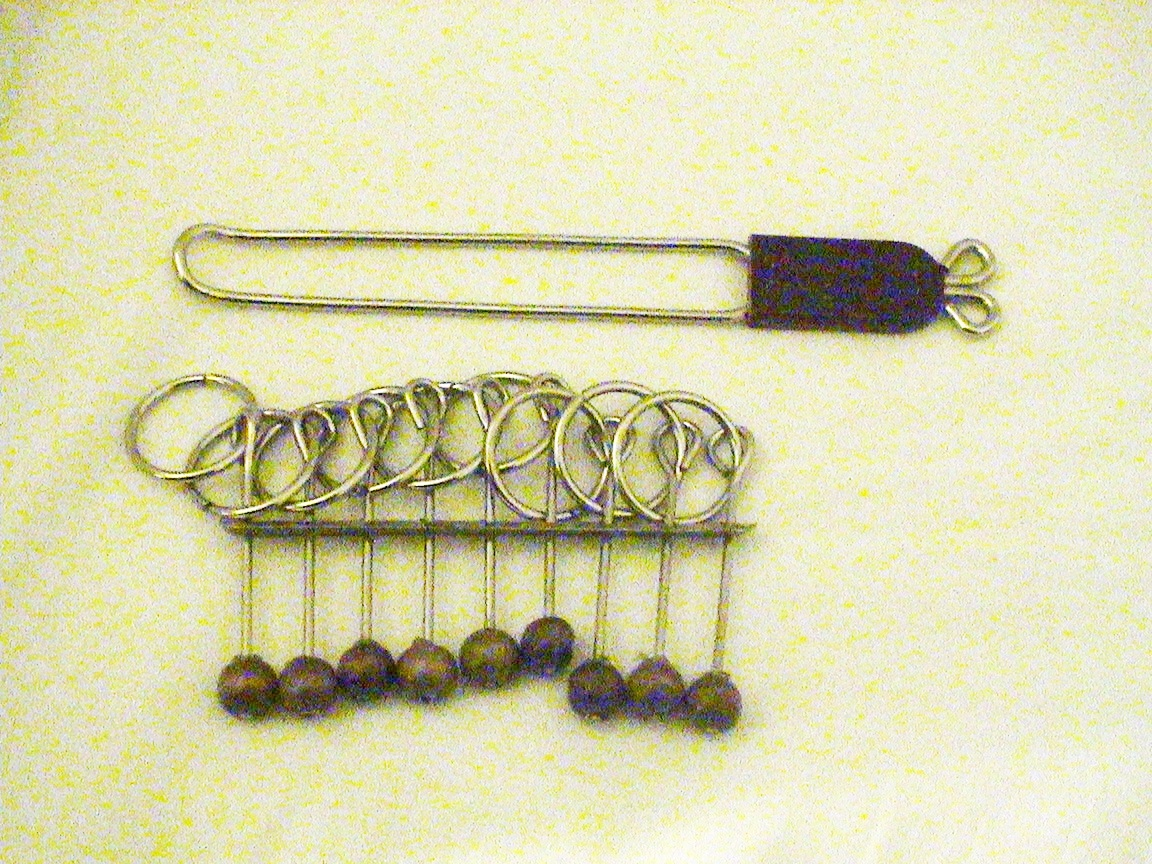

Nejstarší dochovaná zmínka o podobném hlavolamu v Evropě se nachází ve spisu De Veribus Quantitatis od italského matematika Luca Pacioliho (1445–1517). Zmiňuje, že hra “může mít tři kroužky, anebo i více” a vysvětluje matematické řešení hlavolamu se sedmi kroužky.
O hře se mluví také v čínské literatuře, je zmíněná například ve známém románu Cao Xueqina (1715–1763) Sen v červeném domě, kdy dva muži společně s hlavním protagonistou románu (Jia Baoyu) řeší baguenaudier. Z dynastie Ming pochází i mnoho verzí lidové populární písně „Nine Linked Rings“, jejíž jedna verze zněla takto:
```
My lover gave me nine linked rings.

With my two hands I could not untangle them, I could not untangle them.

My lover, please untangle my nine linked rings, nine linked rings.

I will marry you and you will be my man.
[
2
]

...

Můj drahý mi devět spojených prstýnků dal,

Jen se dvěma rukama, kdo jen by je rozmotal, kdo jen by je rozmotal.

Prosím, můj drahý, rozpleť je pro mě, těch devět prstýnků spojených,

pak se vezmeme, a ty budeš mužem mým.
```

Kolem roku 1821 vydal čínský spisovatel Zhu Xiang Zhuren šestidílný svazek aktivit Bits of Wisdom, který byl určen pro mladé dívky a ženy, a který obsahuje popis hry baguenaudier i se dvěma možnými řešeními.
Baguenaudier se objevuje i na čínských obrazech, často je vyobrazen společně s příslušníky čínské nižší šlechty. Malíř Yu Ji (1738–1823) se narodil v Hangzhou a proslavil se především svými portréty elegantních dam. Na jednom takovém obrazu z roku 1807 je vyobrazená žena snažící se vyřešit hlavolam.
Wu Youru (1840–1893) byl ilustrátorem populární časopisů, které vycházely v Šanghaji a zobrazovaly místní život na konci 19. století. V roce 1892 publikoval ilustraci nazvanou “Ingenious Undertaking of Rings”, na které jsou vyobrazeny čtyři luxusně oblečené dámy a dítě hrající si s hlavolamem baguenaudier.

## Řešení
Cílem hlavolamu je dostat všech devět kroužků ze smyčky, což je možná celkem 341 pohyby. Základem pro řešení jsou dvě pravidla.
Pravidlo 1: První kroužek může být vždy nandán (ON) nebo sundán (OFF)
Pravidlo 2: Sundat se může vždy jen kroužek za prvním kroužkem, prvním kroužkem je myšlený první kroužek nasazený na smyčce.
Postup, pokud je počet kroužků lichý (v tomto případě 3 kroužky, ale platí pro libovolný počet lichých kroužků) je tedy následující:
- Tah 1: kroužek 1 OFF, kroužek 2 se stává vedoucím kroužkem
- Tah 2: kroužek 3 OFF
- Tah 3: kroužek 1 ON
- Tah 4: kroužek 2 OFF
- Tah 5: kroužek 1 OFF (všechny kroužky sundány)